# Équipe cycliste JLT Condor
Pour les articles homonymes, voir JLT.
L'équipe cycliste JLT Condor est une équipe cycliste britannique, active entre 2004 et 2018 et ayant le statut d'équipe continentale à partir de 2005.

## Histoire de l'équipe
L'équipe disparaît à l'issue de la saison 2018.

## Principales victoires
- FBD Insurance Rás : Chris Newton (2005), Kristian House (2006) et Simon Richardson (2009)
- Tour de Tasmanie : Kristian House (2006)
- Tour d'Afrique du Sud : Kristian House (2011)
- Rutland-Melton International Cicle Classic : Zakkari Dempster (2011), Thomas Moses (2014) et Conor Dunne (2016)
- Tour de Corée : Michael Cuming (2013) et Hugh Carthy (2014)
- Tour du Loir-et-Cher : Graham Briggs (2014)
- Beaumont Trophy : Kristian House (2014)
- An Post Rás : James Gullen (2017)
- Velothon Wales : Ian Bibby (2017)
- Tour de Normandie : Thomas Stewart (2018)
- Grand Prix des Marbriers : Jon Mould (2018)

## Classements UCI
L'équipe participe aux épreuves des circuits continentaux et en particulier de l'UCI Europe Tour. Le tableau ci-dessous présente les classements de l'équipe sur les circuits, ainsi que son meilleur coureur au classement individuel.

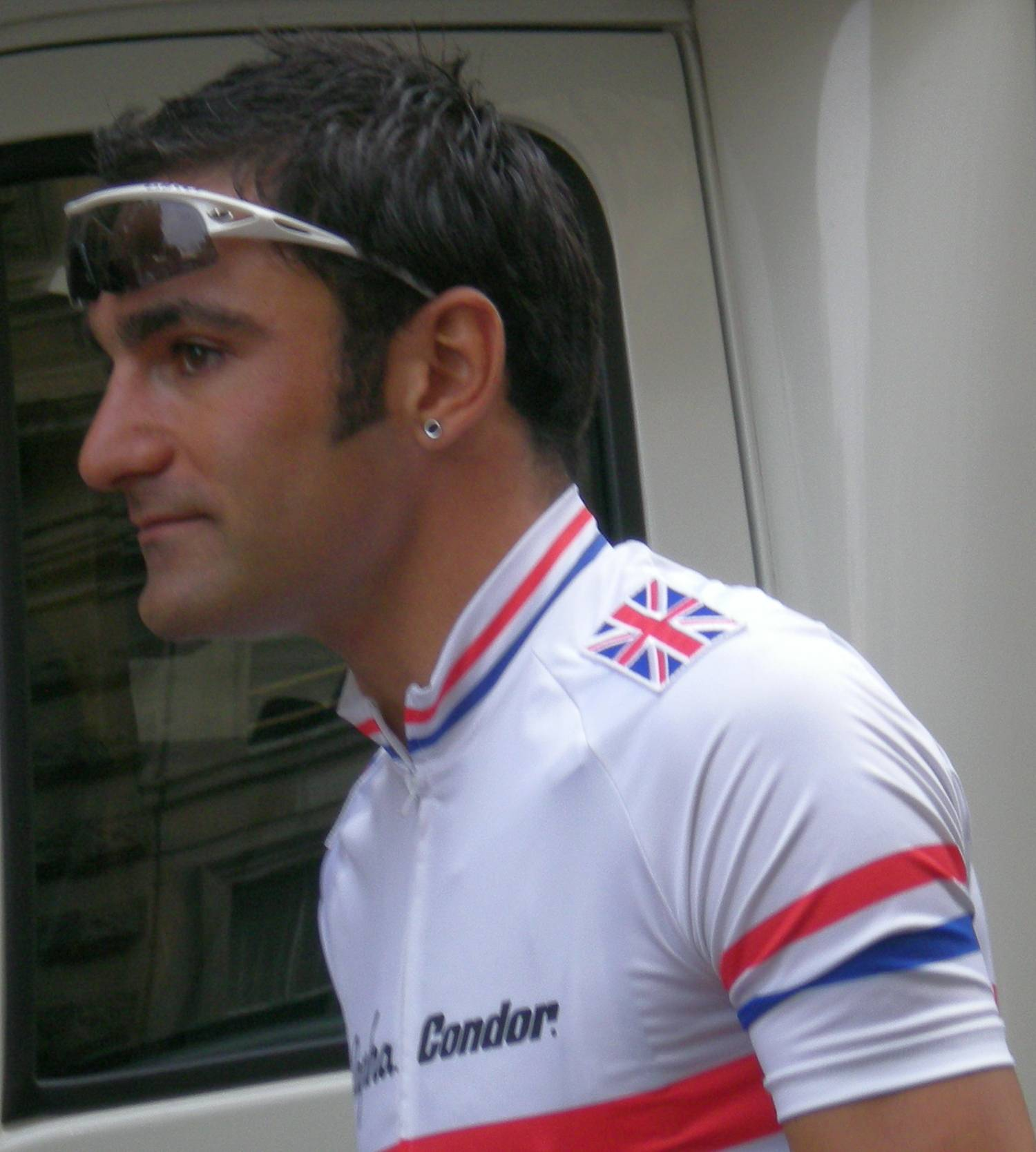
Kristian House durant le Tour de Grande-Bretagne 2009

UCI Africa Tour
| Saison | Classement par équipes | Meilleur coureur au classement individuel |
| ------ | ---------------------- | ----------------------------------------- |
| 2005   | 9e                     | Russell Downing (48e)                     |
| 2009   | 3e                     | Dan Craven (1er)                          |
| 2011   | 5e                     | Dan Craven (17e)                          |
| 2013   | 20e                    | Kristian House (188e)                     |
| 2014   | 18e                    | Richard Handley (110e)                    |

UCI America Tour
| Saison | Classement par équipes | Meilleur coureur au classement individuel |
| ------ | ---------------------- | ----------------------------------------- |
| 2008   | 42e                    | Kristian House (387e)                     |
| 2009   | 34e                    | Darren Lapthorne (247e)                   |
| 2013   | 25e                    | Michael Cuming (159e)                     |
| 2014   | 47e                    | Richard Handley (427e)                    |

UCI Asia Tour
| Saison | Classement par équipes | Meilleur coureur au classement individuel |
| ------ | ---------------------- | ----------------------------------------- |
| 2005   | 36e                    | Robert Hayles (146e)                      |
| 2006   | 30e                    | Evan Oliphant (128e)                      |
| 2010   | 33e                    | Dean Downing (96e)                        |
| 2011   | 39e                    | Edward Clancy (160e)                      |
| 2012   | 62e                    | Ben Grenda (262e)                         |
| 2013   | 43e                    | Michael Cuming (61e)                      |
| 2014   | 19e                    | Hugh Carthy (17e)                         |
| 2015   | 59e                    | Richard Handley (153e)                    |
| 2016   | 73e                    | Edward Laverack (278e)                    |
| 2017   | 38e                    | Ian Bibby (135e)                          |

UCI Europe Tour
| Saison | Classement par équipes | Meilleur coureur au classement individuel |
| ------ | ---------------------- | ----------------------------------------- |
| 2005   | 36e                    | Russell Downing (56e)                     |
| 2006   | 82e                    | Kristian House (253e)                     |
| 2007   | 121e                   | Chris Newton (765e)                       |
| 2008   | 82e                    | Dean Downing (242e)                       |
| 2009   | 70e                    | Simon Richardson (266e)                   |
| 2010   | 75e                    | Dan Craven (227e)                         |
| 2011   | 55e                    | Zakkari Dempster (218e)                   |
| 2012   | 102e                   | Richard Handley (596e)                    |
| 2013   | 104e                   | Kristian House (498e)                     |
| 2014   | 54e                    | Thomas Moses (228e)                       |
| 2015   | 106e                   | Harry Tanfield (632e)                     |
| 2016   | 75e                    | Christopher Lawless (567e)                |
| 2017   | 47e                    | Ian Bibby (161e)                          |

UCI Oceania Tour
| Saison | Classement par équipes | Meilleur coureur au classement individuel |
| ------ | ---------------------- | ----------------------------------------- |
| 2006   | 17e                    | Evan Oliphant (24e)                       |
| 2010   | 26e                    | Dean Downing (73e)                        |
| 2014   | 5e                     | Daniel Whitehouse (17e)                   |
| 2016   | 5e                     | Steven Lampier (35e)                      |
| 2017   | 8e                     | Jonathan Mould (31e)                      |

## JLT Condor en 2018[17]

### Effectif
| Cycliste            | Date de naissance | Nationalité | Équipe 2017 |  |
| ------------------- | ----------------- | ----------- | ----------- |  |
| Ian Bibby           | 20 décembre 1986  | Royaume-Uni | JLT Condor  |  |
| Edmund Bradbury     | 10 septembre 1992 | Royaume-Uni | JLT Condor  |  |
| Graham Briggs       | 14 juillet 1983   | Royaume-Uni | JLT Condor  |  |
| Germain Burton      | 29 janvier 1995   | Royaume-Uni |             |  |
| Edward Clancy       | 12 mars 1985      | Royaume-Uni | JLT Condor  |  |
| Matthew Gibson      | 2 septembre 1996  | Royaume-Uni | JLT Condor  |  |
| James Gullen        | 15 octobre 1989   | Royaume-Uni | JLT Condor  |  |
| Edward Laverack     | 27 juillet 1994   | Royaume-Uni | JLT Condor  |  |
| Robert-Jon McCarthy | 30 mars 1994      | Irlande     | JLT Condor  |  |
| Thomas Moses        | 3 mai 1992        | Royaume-Uni | JLT Condor  |  |
| Jonathan Mould      | 4 avril 1991      | Royaume-Uni | JLT Condor  |  |
| Alistair Slater     | 11 février 1993   | Royaume-Uni | JLT Condor  |  |
| Thomas Stewart      | 9 janvier 1990    | Royaume-Uni | ONE         |  |
| Oliver Wood         | 26 novembre 1995  | Royaume-Uni | Wiggins     |  |

### Victoires
| Date       | Course                                   | Pays             | Classe | Vainqueur           |
| ---------- | ---------------------------------------- | ---------------- | ------ | ------------------- |
| 19/01/2018 | 3e étape de la New Zealand Cycle Classic | Nouvelle-Zélande | 2.2    | Matthew Gibson      |
| 20/01/2018 | 4e étape de la New Zealand Cycle Classic | Nouvelle-Zélande | 2.2    | Ian Bibby           |
| 31/01/2018 | Prologue du Herald Sun Tour              | Australie        | 2.1    | Ed Clancy           |
| 24/03/2018 | 6e étape du Tour de Normandie            | France           | 2.2    | Matthew Gibson      |
| 25/03/2018 | Classement général du Tour de Normandie  | France           | 2.2    | Thomas Stewart      |
| 15/04/2018 | 5e étape du Tour du Loir-et-Cher         | France           | 2.2    | Matthew Gibson      |
| 20/05/2018 | Prologue du Tour du Japon                | Japon            | 2.1    | Ian Bibby           |
| 21/05/2018 | 2e étape de la Rás Tailteann             | Irlande          | 2.2    | Robert-Jon McCarthy |